# Langeled
Le Langeled est un gazoduc sous-marin en mer du Nord, reliant la Norvège au Royaume-Uni. D'une longueur de 1 166 kilomètres, il était à son inauguration, le plus long gazoduc sous-marin du monde. Depuis c'est le gazoduc Nord Stream qui détient ce record. Construit pour Norsk Hydro, en activité depuis le début du mois d'octobre 2006, il achemine 70 millions de mètres cubes de gaz naturel chaque jour entre la Norvège et le Royaume-Uni via la mer du Nord. Cela équivaut à 20 % des besoins britanniques actuels.

## Histoire
Il est inauguré depuis Londres le lundi 16 octobre 2006 par les Premiers ministres des deux pays concernés, Jens Stoltenberg et Tony Blair, en duplex télévisé avec des enfants britanniques et norvégiens réunis au terminal d'Easington.

## Tracé
Situé sur la côte orientale de l'Angleterre, Langeled reçoit le gaz en provenance du gisement sous-marin Ormen Lange après avoir transité par le terminal norvégien de Nyhamna (ouest de la Norvège) et la plateforme de Sleipner Riser (en difficulté mi-2024), nodale dans le champ gazier de Sleipner, situé en pleine mer du Nord. Elle est un point de connexion du gazoduc sous-marin Langeled qui relie l'unité de traitement de Nyhamna au terminal d'Easington dans le centre-est du Royaume-Uni.